# Matthiola maderensis
Giroflée de Madère
Espèce
Classification phylogénétique
Matthiola maderensis, la Giroflée de Madère, est une espèce de plante herbacée vivace de la famille des Brassicaceae endémique à Madère.

## Description
C'est une plante laineuse, haute de 30 à 50 cm, aux fleurs mauves à quatre pétales.

## Répartition

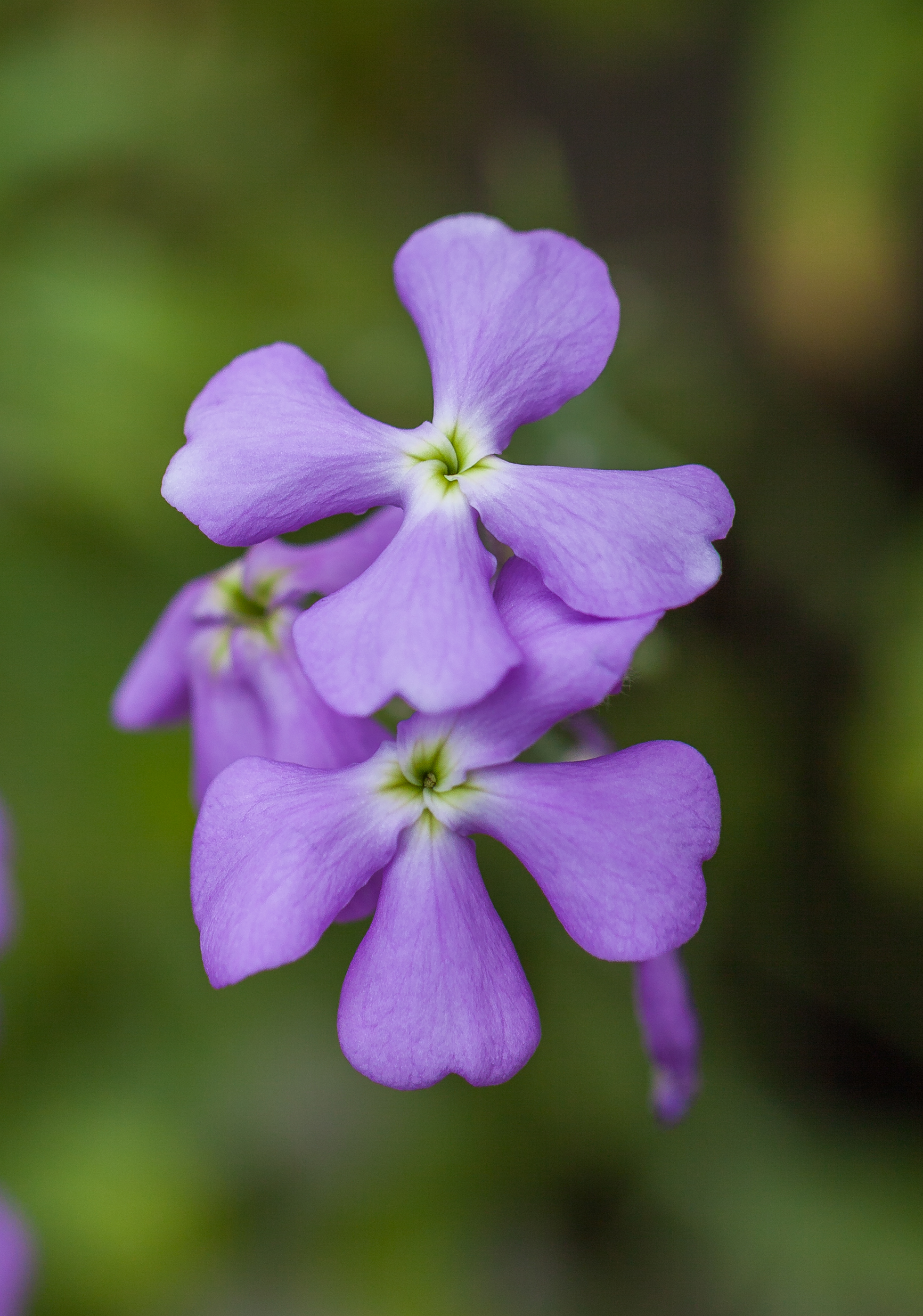
Fleur.

Matthiola maderensis est endémique aux rochers côtiers de Madère.